# Velké Petrovice
Velké Petrovice (německy Groß Petrowitz) jsou obec v okrese Náchod (Královéhradecký kraj). Žije zde 414 obyvatel.
Okolí obce se zčásti vyznačuje původní selskou zástavbou a intaktní přírodou (viz i Polická pánev), mimo jiné i různé staré chráněné stromy (Žižkova lípa).

## Historie
První zmínka o obci pochází z roku 1255.
V letech 1869–1890 byla vesnice součástí obce Petrovice a od roku 1961 se stala samostatnou obcí.

## Části obce
- Maršov nad Metují
- Petrovice
- Petrovičky